# 한찬식
한찬식(韓璨湜, 1968년 7월 15일~)은 대한민국의 검사 출신의 변호사이자 법조인이다.

## 주요 경력

### 주요 전력
서울에서 출생하였으며 지난날 한때 경기도 광주에서 잠시 유아기를 보낸 적이 있고 그 후 경기도 성남에서 잠시 유년기를 보낸 적이 있는 그는 최병렬(전직 문화공보부 장관)의 사위이기도 하다.

### 주요 이력
- 1989년 제31회 사법시험 합격.
- 1992년 제21기 사법연수원.
- 1992년 서울지방검찰청 검사(1992년 8월)
- 1994년 대구지방검찰청 경상북도 경주지청 검사(1994년 8월)
- 1995년 경기도 수원지방검찰청 검사(1995년 8월)
- 1997년 대구지방검찰청 검사(1997년 8월)
- 2000년 대한민국 법무부 국제법무과 검사(2000년 8월)
- 2003년 서울지방검찰청 동부지청 검사(2003년 4월)
- 2004년 서울동부지방검찰청 차장검사(2004년 1월)
- 2005년 울산지방검찰청 특수부장검사(2005년 12월)
- 2006년 강원도 춘천지방검찰청 영월지청 지청장(2006년 1월)
- 2007년 대한민국 법무부 법조인력정책과 과장(2007년 2월)
- 2009년 서울중앙지방검찰청 총무부 부장(2009년 2월)
- 2009년 서울중앙지방검찰청 첨단범죄수사1부 부장(2009년 3월)
- 2010년 대한민국 대검찰청 총무위원 겸 대변인(2010년 3월)
- 2011년 서울고등검찰청 검사(2011년 8월)
- 2013년 경기도 수원지방검찰청 안양지청 지청장(2013년 4월)
- 2014년 대한민국 법무부 인권국 국장(2014년 1월)
- 2015년 서울고등검찰청 차장검사(2015년 2월)
- 2015년 울산지방검찰청 검사장(2015년 12월)
- 2017년 경기도 수원지방검찰청 검사장(2017년 8월)
- 2018년 서울동부지방검찰청 검사장(2018년 6월)
- 2019년 검찰 공직 퇴임(2019년 7월)
- 2019년 법무법인 아미쿠스 대표변호사(2019년 8월)
- 2020년 한화커넥트주식회사 법률 고문(2021년]]
- 2020년 여수광양항만공사 법률 고문(2022년)
- 2020년 중부지방국세청 조세 법률 고문(2022년)
- 2022년 주식회사 풀무원 사외이사
- 2022년 김앤장법률사무소 변호사
- 2023년 HD현대일렉트릭 사외이사